# Onna to Otoko no Lullaby Game
Singles de Morning Musume
Seishun Collection
(9 juin 2010) Maji Desu ka Ska!
(6 avril 2011)
Singles par Muten Musume
Appare Kaiten Zushi!
(27 octobre 2010)
Onna to Otoko no Lullaby Game (女と男のララバイゲーム, « Le jeu de la berceuse des hommes et des femmes ») est le 44e single régulier du groupe Morning Musume.

## Présentation
Le single sort le 17 novembre 2010 au Japon sur le label zetima, écrit et produit par Tsunku. Il atteint la 6e place du classement Oricon, et reste classé pendant 4 semaines, pour un total de 48 357 exemplaires vendus durant cette période ; ce n'est alors que le troisième single du groupe à ne pas se classer dans le top 5, après son tout premier single Morning Coffee de 1998 et Mikan de 2007, eux aussi classés 6e.
Il sort également dans trois éditions limitées notées « A », « B » et « C », avec des pochettes différentes, contenant chacune en supplément un DVD différent avec une version alternative du clip vidéo de la chanson. Le single sort aussi au format « single V » (DVD). Une édition spéciale « event V » (DVD) sera vendue lors de représentations.
C'est le dernier single du groupe avec Eri Kamei, Jun Jun et Lin Lin, dont le départ commun est annoncé pour le mois suivant. La chanson-titre figurera sur le 11e album du groupe, Fantasy! Jūichi, qui sort deux semaines plus tard. Tous les membres sont habillés avec des robes uniforme de couleur différentes. 

## Formation
Membres du groupe crédités sur le single :
- 5e génération : Ai Takahashi, Risa Niigaki
- 6e génération : Eri Kamei (dernier single), Sayumi Michishige, Reina Tanaka
- 8e génération : Aika Mitsui, Jun Jun (dernier single), Lin Lin (dernier single)

## Titres
Single CD
1. Onna to Otoko no Lullaby Game (女と男のララバイゲーム?, « Le jeu de la berceuse des hommes et des femmes »)
2. Aisare Sugiru Koto wa nai no yo (愛され過ぎることはないのよ?, « Il n'y a rien de tel que d'aimer trop »)
3. Onna to Otoko no Lullaby Game (instrumental) (女と男のララバイゲーム...?)

DVD de l'édition limitée « A »
1. Onna to Otoko no Lullaby Game (White Dance Shot Ver.) (女と男のララバイゲーム...?)

DVD de l'édition limitée « B »
1. Onna to Otoko no Lullaby Game (Close-up Ver.) (女と男のララバイゲーム...?)

DVD de l'édition limitée « C »
1. Onna to Otoko no Lullaby Game (Black Dance Shot Ver.) (女と男のララバイゲーム...?)

DVD de l'édition limitée « event V »
1. Onna to Otoko no Lullaby Game -Takahashi Ai Solo Ver.- (女と男のララバイゲーム-高橋愛Solo Ver.-?)
2. Onna to Otoko no Lullaby Game -Niigaki Risa Solo Ver.- (女と男のララバイゲーム-新垣里沙Solo Ver.-?)
3. Onna to Otoko no Lullaby Game -Kamei Eri Solo Ver.- (女と男のララバイゲーム-亀井絵里Solo Ver.-?)
4. Onna to Otoko no Lullaby Game -Michishige Sayumi Solo Ver.- (女と男のララバイゲーム-道重さゆみSolo Ver.-?)
5. Onna to Otoko no Lullaby Game -Tanaka Reina Solo Ver.- (女と男のララバイゲーム-田中れいなSolo Ver.-?)
6. Onna to Otoko no Lullaby Game -Mitsui Aika Solo Ver.- (女と男のララバイゲーム-光井愛佳Solo Ver.-?)
7. Onna to Otoko no Lullaby Game -Junjun Solo Ver.- (女と男のララバイゲーム-ジュンジュンSolo Ver.-?)
8. Onna to Otoko no Lullaby Game -Linlin Solo Ver.- (女と男のララバイゲーム-リンリンSolo Ver.-?)

Single V (DVD)
1. Onna to Otoko no Lullaby Game (女と男のララバイゲーム?) (clip vidéo)
2. Onna to Otoko no Lullaby Game (Another Dance Shot Ver.) (女と男のララバイゲーム...?)
3. Making Eizô (メイキング映像?) (making of)